# Kirche von Akebäck

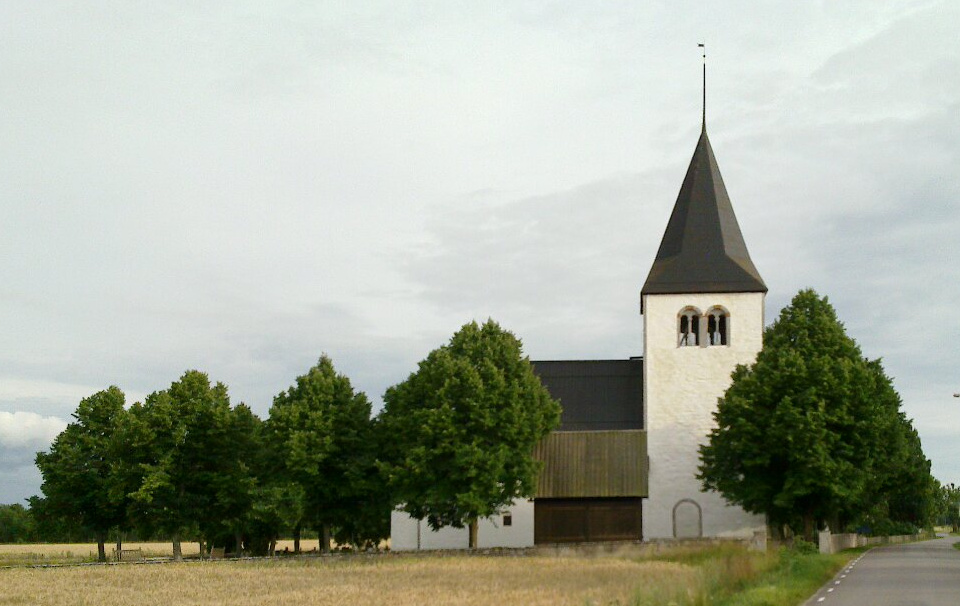
Kirche von Akebäck von Norden gesehen

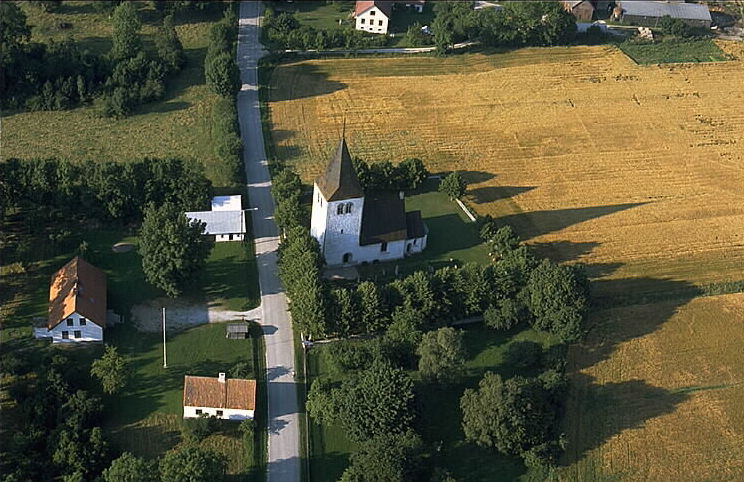
Kirche von Akebäck

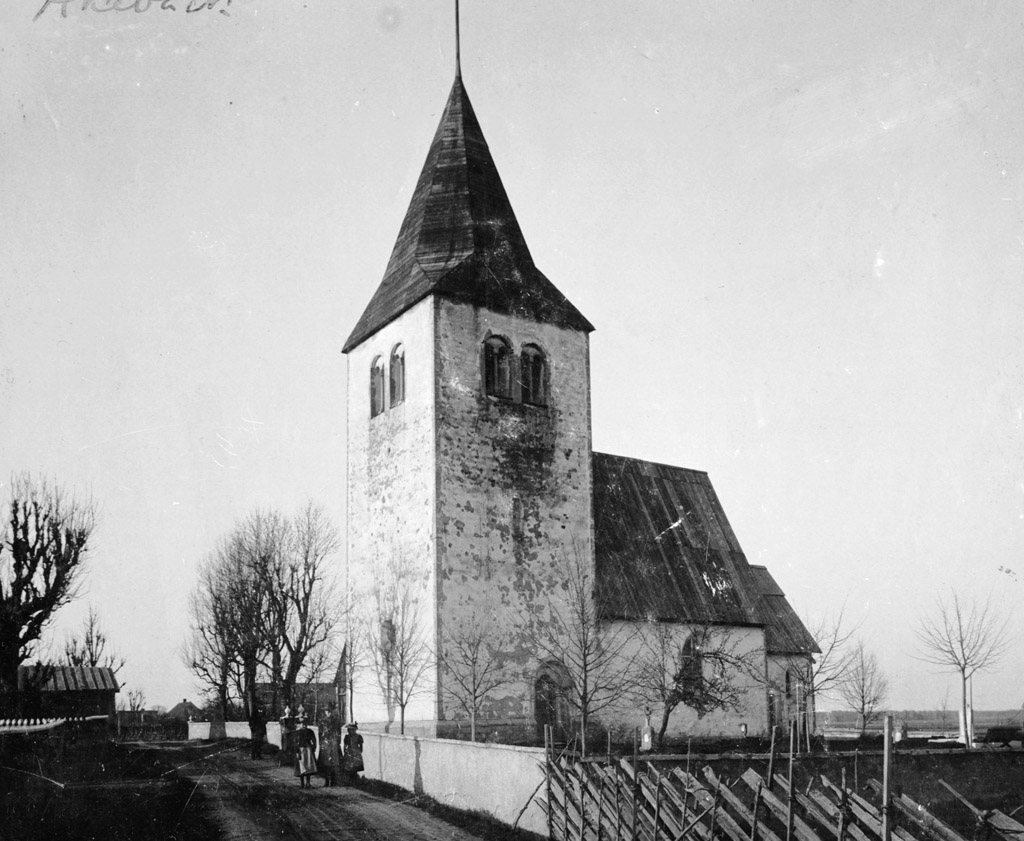
Kirche von Akebäck, Abbildung aus dem späten 19. Jahrhundert

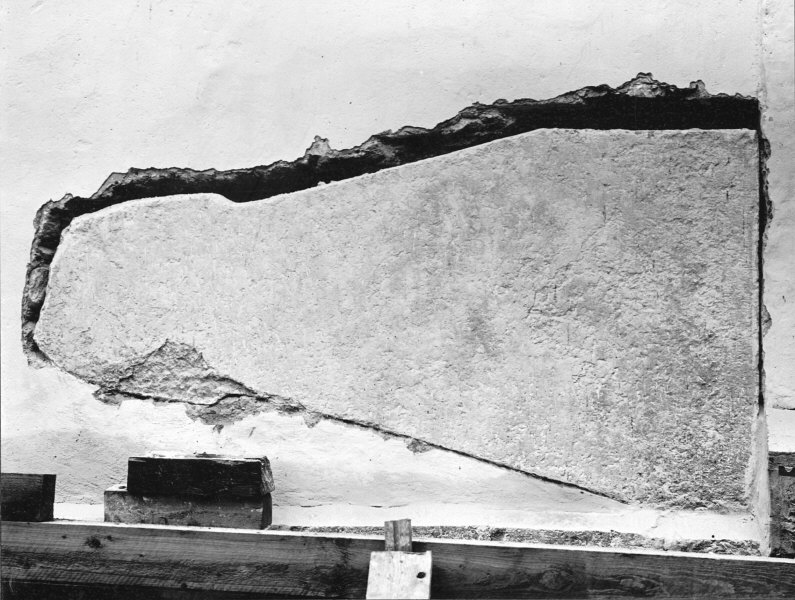
Bildstein in der Mauer der Kirche

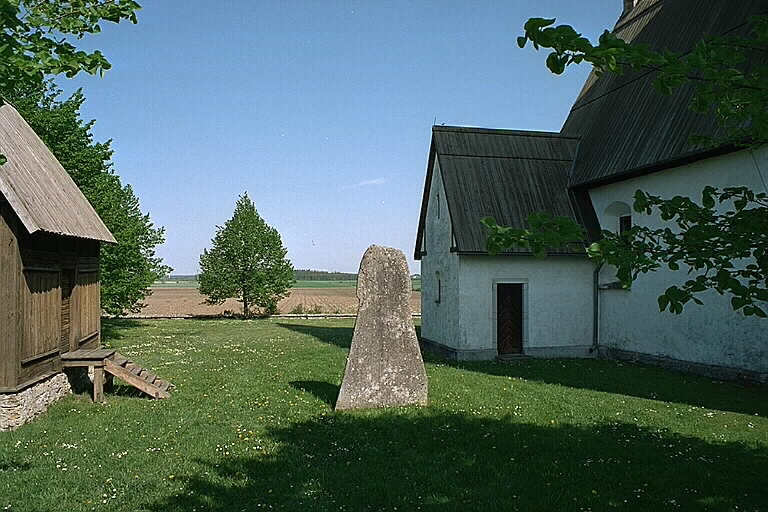
Der Mauerbildstein; jetzt neben der Kirche

Die Kirche von Akebäck (schwedisch Akebäck kyrka) ist (abgesehen von der Sakristei) eine romanische Landkirche auf der schwedischen Insel Gotland. Sie gehört zur Kirchengemeinde (schwedisch församling) Akebäck im Pastorat Roma im Bistum Visby.

## Lage
Die Kirche liegt im Landesinnern zwischen den Straßen 142 und 143, 12 km südöstlich von Visby, 6 km nordwestlich von Roma und 21 km nördlich von Klintehamn.

## Kirchengebäude
Die Kirche ist ein gut erhaltener romanischer Bau aus verputztem Kalkstein. Das Langhaus, der Chor und die Apsis wurden in der zweiten Hälfte des 12. Jahrhunderts errichtet. In der Mitte des 13. Jahrhunderts folgte der kräftige Turm im Westen mit rundbogigen Schallöffnungen, die mit Säulen versehen und mit Ziegeln verziert sind. Etwas später wurde das Langhaus modernisiert und erhöht. Nur der Dachfirst wurde angehoben, wodurch der Dachwinkel steiler wurde. Die Sakristei wurde von 1931 bis 1932 auf der Nordseite des Langhauses angebaut. Haupteingang der Kirche ist ein romanisches Portal auf der Südfassade des Turms mit einer gehauenen Umfassung. Ein kleines romanisches Portal liegt auf der Südseite des Chores. Das ehemalige Südportal des Langhauses wurde mit dem Bau des Turms an dessen Nordseite verschoben, ist aber inzwischen zugemauert. Nahe beim Chorportal befindet sich ein Stein mit Abbildern eines liegenden Mannes mit einem Hammer, der ein Steinmetzmeister sein könnte.

### Bildstein
1931/32 wurde die Kirche nach Plänen des Architekten Sven Brandel restauriert. Hierbei wurde an der Nordseite der Kirche eine Sakristei errichtet, sowie ein etwa 3 Meter hoher Bildstein, der in der Außenwand des Langhauses entdeckt worden war, zwischen der Kirche und dem alten Getreidespeicher aufgestellt.

## Ausstattung
Das einfache Interieur ist durch eine einheitliche Einrichtung vom Ende des 17. und Anfang des 18. Jahrhunderts geprägt. Man findet Akanthusmalereien auf dem Gestühl und auf der planen Holzdecke des Langhauses. Im ursprünglichen gemauerten Tonnengewölbe des Chors befinden sich drei eingemauerte Schalltöpfe (schwedisch ljudkrukor) aus Ton, die die Akustik verbessern. Der überwölbte Turmraum wird im Westen durch ein Fenster mit ursprünglichem Kreuzformat beleuchtet, das eine Umfassung aus gehauenem Stein hat. In der Ostwand des Torbogens des Südportals befindet sich eine eingemauerte Weihwasserschale, die man später zu einer Armenkasse umgebaut hat.
- Der Taufstein aus Kalkstein wurde im 13. Jahrhundert gehauen und hat eine 16-eckige Schale.
- In der Mitte des Altars befindet sich ein Holzkreuz aus dem 15. Jahrhundert.
- Der Altar und die Kanzel sind aus dem 17. Jahrhundert.
- Ein großer Kronleuchter wurde der Kirche 1680 vom Schreinermeister Johan Pettersson geschenkt.
- Die Orgel wurde 1959 von Andreas Thulesius aus Klintehamn gebaut.